# Borovice limbovitá
Borovice limbovitá (Pinus cembroides) je velmi proměnlivá severoamerická tříjehličná borovice menšího vzrůstu, dobře přizpůsobená různým půdním podmínkám.

## Synonyma
- Pinus discolor – některými botaniky považována za samostatný druh[2].
- Pinus johannis – některými botaniky považována za samostatný druh[3].
- Pinus remota – některými botaniky považována za samostatný druh[4].

## Popis
Stálezelený, jehličnatý, jednodomý a větrosprašný, pomalu rostoucí, dlouhověký (plné dospělosti dosahuje v 250–350 letech) strom nebo keř, dorůstající do výšky 15 m (25 m u poddruhu lagunae). Kmen je kuželovitý, přímý nebo pokroucený, často od země hodně zavětvený a dosahuje průměru do 30 cm. Větve jsou rozprostřené a stoupající. Koruna je široká a zaoblená, u mladých stromů hustá, u starších řídká a nepravidelná. Borka je červenohnědá až tmavohnědá, mělce a nepravidelně rozbrázděná, se širokými a šupinovitými hřebeny, tenká, tloušťky jen do 1,3 cm. Letorosty jsou zprvu červenohnědé, později šedé až šedohnědé, někdy jemně pokryté nepatrnými výstupky. Pupeny jsou vejčité až krátce válcovité, bledě červenohnědé, 0,5–1,2 cm, mírně pryskyřičnaté.
Jehlice jsou přímé až ohnuté vzhůru (u poddruhu lagunae hlavně přímé), ve svazečcích (Fasciculus) po 3 (vzácně též po 2 a 4); jsou 2–6 cm dlouhé a 0,6–1 mm široké, sbíhavé, 2–3 stranné, modrošedozelené barvy; na spodních površích s málo výraznými bílými proužky (či méně výraznými než na horních površích) průduchů (Stomata), často se 2 viditelnými podpokožkovými (subepidermálními) pryskyřičnými kanálky (pásky), na horních površích s viditelnými bílými proužky průduchů; s průduchy na všech třech površích. Okraje jehlic jsou celé až nepatrně jemně vroubkované, špičky jehlic jsou úzce kuželovité či šídlovité. Svazečkové pochvy jsou 0,5–0,7 cm dlouhé, se zahnutými a růžici tvořícími, brzy opadávajícími šupinami. Jehlice zůstávají na stromě 3–4 roky.
Samčí (pylové) šištice (Microstrobilus) jsou eliptické, 10 mm dlouhé a žluté. Samičí (semenné) šištice – šišky (Megastrobilus) jsou souměrné, rozšířené, před rozevřením vejčité, po rozevření široce propadle vejčité až téměř kulovité, bledě žlutočervenohnědé, pryskyřičnaté, téměř beze stopky či s krátkou stopkou, 1–3,5 cm dlouhé a v rozevřeném stavu 6 cm široké. Vyskytují se po jedné nebo v přeslenech po 3–5 na koncích větví. Šišky dozrávají 2 roky a po vypadnutí semen brzy opadávají. Šupiny šišek jsou na vnitřní straně vypouklé. Výrůstky (Apophysis) jsou ztluštělé, mírně klenuté, s příčným kýlem, hranaté a žlutohnědé. Přírůstek prvního roku (Umbo) je blízce nebo téměř středový, mírně vyvýšený nebo snížený, zkrácený nebo podepřený středovým stonkem. Semena jsou vejčitá až obvejčitá, hnědá, 7–20 mm dlouhá a 6–10 mm široká, s 1,1 mm tlustým osemením, bezkřídlá (u poddruhu lagunae s křídly). Strom kvete v květnu až červnu. Semena dozrávají v říjnu. První šišky strom vytváří ve věku 25 let. Šišky dozrávají v srpnu až říjnu třetího roku.

## Příbuznost
Borovice limbovitá se vyskytuje podle různých botaniků ve 2–3 poddruzích:
- Pinus cembroides poddruh cembroides: popisován v tomto článku
- Pinus cembroides poddruh lagunae (Synonyma: Pinus cembroides varieta lagunae, Pinus lagunae): popisován v tomto článku
- (Pinus cembroides poddruh orizabensis – mnohými botaniky považován za samostatný druh – Pinus orizabensis[4][7])

## Výskyt
- Pinus cembroides poddruh cembroides: Mexiko (státy Baja California Sur, Chihuahua, Coahuila, Durango, Guanajuato, Hidalgo, Jalisco, Nuevo León, Puebla, Querétaro, San Luis Potosí, Sonora, Tamaulipas, Veracruz a Zacatecas) a Spojené státy americké (státy Arizona, Nové Mexiko a Texas).
- Pinus cembroides poddruh lagunae: Mexiko – stát Baja California Sur, v horském pásmu Sierra de la Laguna.

## Ekologie
- Pinus cembroides poddruh cembroides: se vyskytuje v nadmořských výškách 800–2800 m, v přechodových oblastech mezi (polo)pouštními náhorními plošinami, údolími a vlhčími jehličnatými horskými lesy. Strom roste v různých typech půd, od naplaveninových až po půdy vzniklé z magmatických hornin. Klima horké a suché, roční srážky mezi 380–650 mm a s obdobím sucha trvajícím 7–8 měsíců, mráz pouze vzácně ve vyšších nadmořských výškách; borovice Pinus cembroides snáší mráz pouze kolem –5 °C až –10 °C. Strom tvoří samostatné porosty, nebo smíšené s borovicemi Pinus arizonica, Pinus engelmannii, Pinus leiophylla varieta chihuahuana, Pinus nelsonii, Pinus pinceana, Pinus pseudostrobus, cypřišem arizonským Cupressus arizonica, zimolezem Lonicera albiflora, pustorylem Philadelphus madrensis, dále například s rostlinami z rodů agáve Agave, planika Arbutus, jalovec Juniperus, dub Quercus, juka Yucca, z čeledi kaktusovité Cactaceae – například rod opuncie Opuntia, a další. Semeny stromu se živí mnoho malých savců, například různé druhy čipmanků Tamias, veverky, z větších hlodavců urzonovití Erethizontidae, dále medvěd baribal Ursus americanus, z ptáků například arara zelený Rhynchopsitta pachyrhyncha, krocan divoký Meleagris gallopavo a další. Nepříliš často si na semenech stromu pochutná také pekari páskovaný Tayassu tajacu. Strom je také spásán dobytkem, kozami a mulami.

Borovice Pinus cembroides také poskytuje úkryt různým zvířatům, například jelenci běloocasému Odocoileus virginianus, vidlorohu americkému Antilocapra americana, fretu kočičímu Bassariscus astutus, skunku bělohřbetému Conepatus leuconotus, králíku horskému
Sylvilagus nuttallii, syslu skalnímu Otospermophilus variegatus a dalším.
- Pinus cembroides poddruh lagunae:

Vyskytuje se v nadmořských výškách 1600–2050 m v půdách batolitového žulového a sedimentárního původu, kterými je horské pásmo Sierra de la Laguna tvořeno. Strom roste v půdách písčitých, hrubých štěrkových a také mezi žulovými balvany a na žulových svazích. Strom zde roste s mnohem v této oblasti hojnějším dubem Quercus devia. Ve státě Baja California Sur neroste žádný jiný druh borovic. Podrost tvoří například rostliny z rodů kaliandra Calliandra, dodonka Dodonaea a juka Yucca. Klima subtropické, roční srážky kolem 750 mm, většina srážek spadne při letních bouřkách.

## Nepřátelé a nemoci
Borovice Pinus cembroides je náchylná k napadení rzí Cronartium occidentale a borovicovým trpasličím jmelím Arceuthobium divaricatum.

## Přátelé
Borovice limbovitá udržuje přátelské mutualistické vztahy se sojkou křovinnou Aphelocoma coerulescens a sojkou modrou Gymnorhinus cyanocephalus: tito ptáci se živí semeny stromu, část semen také schovávají, a tím, že některá již nenajdou, a ta vyklíčí, přispívají k rozšiřování semen a k rozmnožování stromu.

## Využití člověkem
- Pinus cembroides poddruh cembroides: Hlavní význam pro místní hospodářství mají výživná a jedlá[8][9] semena tohoto stromu, která jsou pravidelně sklízena a prodávána. Semena obsahují kolem 19 % bílkovin, 60 % tuku a 14 % sacharidů.[9] Strom je též, díky svému přizpůsobení polopouštním podmínkám a rozsáhlé oblasti výskytu, využíván v pozemkových úpravách, například jako ochrana proti erozi, k ochranám povodí či jako stínotvorná dřevina. Borovice Pinus cembroides není příliš pěstována a bývá většinou pěstována hlavně v arboretech a v botanických zahradách, na jihozápadě USA je někdy využívána při tvorbě sídelní krajiny. Též využíván pro své měkké a těžké dřevo.
- Pinus cembroides poddruh lagunae:

V minulosti byl kácen pro dřevo, dnes již kácen není.

## Ohrožení
- Pinus cembroides poddruh cembroides je velmi rozšířený strom a není ohrožen. Vyskytuje se hlavně v Mexiku a zasahuje také do Spojených států amerických. Jeho populace je stabilní, strom roste v oblastech s minimem požárů a není pro svůj malý vzrůst a nízké a četné zavětvení příliš často kácen pro dřevo, nicméně v oblastech, kde nerostou žádné jiné borovice, je dřevo občasně využíváno v tesařství či jako řezivo, například ve státě Baja California Sur. Tento strom se vyskytuje v několika chráněných a odlehlých oblastech.
- Pinus cembroides poddruh lagunae: Tento poddruh je považován za zranitelný pro omezený výskyt pouze v jedné oblasti v Mexiku. Jeho populace je stabilní, ale malá, a počet stromů je odhadován na minimálně 1000 jedinců. V minulosti byl strom občas kácen pro dřevo, dnes již kácen není a celá jeho populace se vyskytuje v chráněné oblasti, navíc je tato horská oblast velmi špatně přístupná. Možné problémy mohou způsobit požáry a přílišné spásání, pokud jejich četnost vzroste.

## Galerie

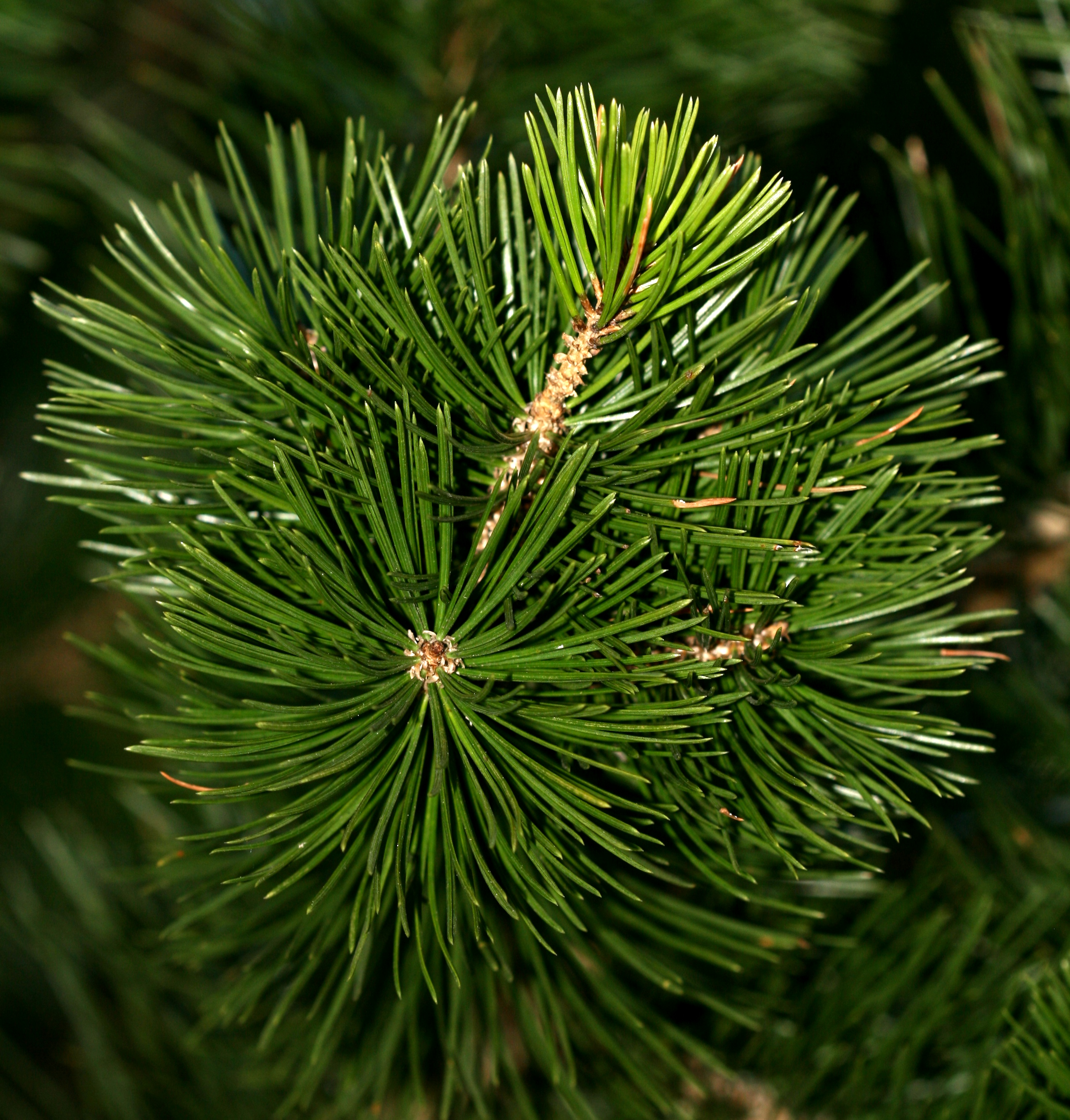
Borovice limbovitá, jehlice v botanické zahradě Royal Botanic Garden Edinburgh, Edinburgh, Skotsko, Velká Británie.
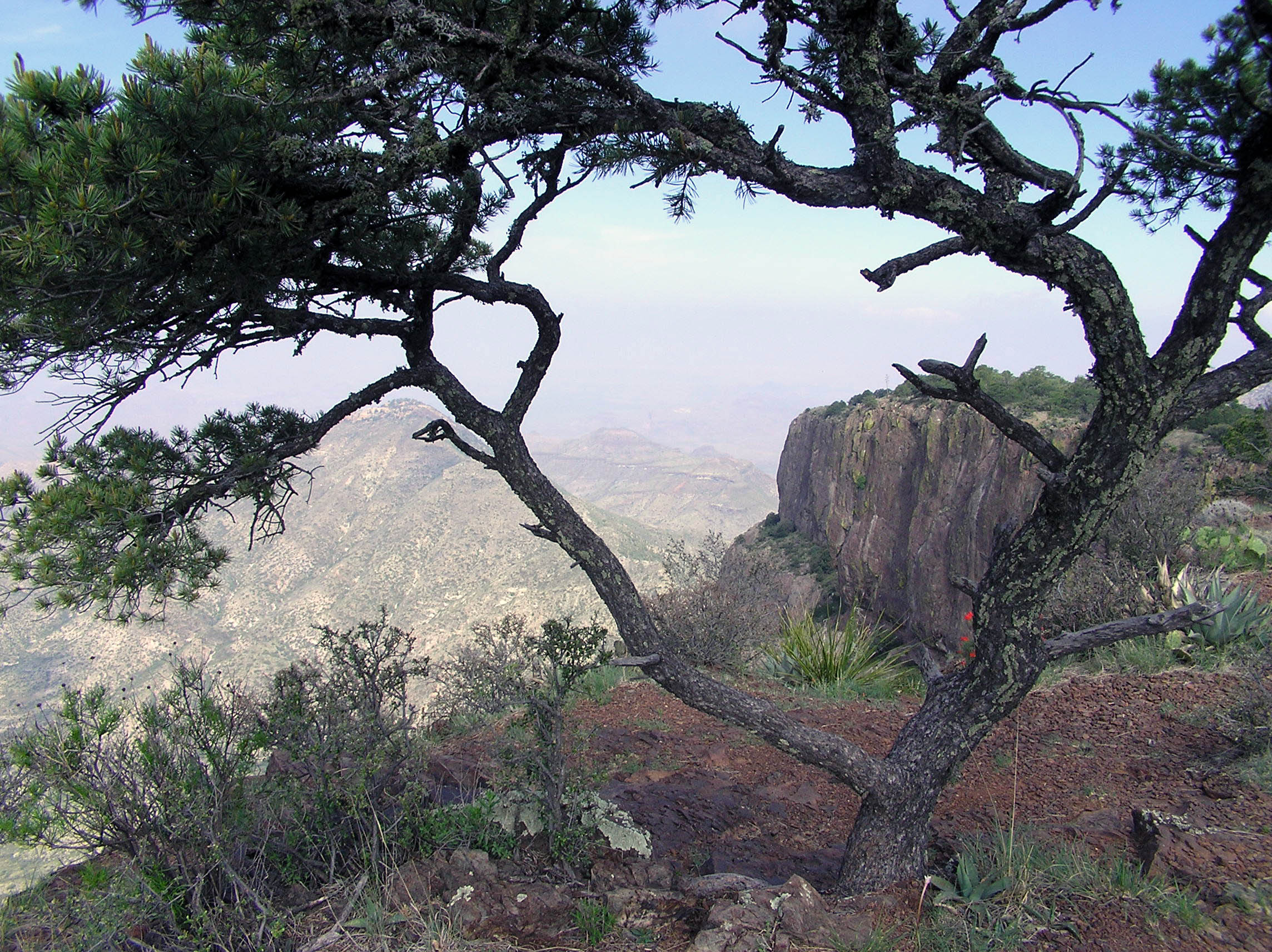
Borovice limbovitá, borka, v národním parku Big Bend National Park, Texas, USA